# Culètre
Culètre település Franciaországban, Côte-d’Or megyében. Lakosainak száma 101 fő (2022. január 1.). Culètre Painblanc, Veilly, Auxant, Cussy-le-Châtel, Foissy és Longecourt-lès-Culêtre községekkel határos.

## Népesség
A település népességének változása:
| Lakosok száma | 108  | 70   | 67   | 68   | 89   | 93   | 99   | 105  | 107  | 101  |
|               | 1968 | 1982 | 1990 | 2006 | 2013 | 2015 | 2017 | 2019 | 2020 | 2022 |